# Phang Nga (tỉnh)
Phang Nga (tiếng Thái: พังงา) là một tỉnh thuộc miền Nam của Thái Lan, bên bờ biển Andaman. Các tỉnh giáp ranh (từ phía bắc, theo chiều kim đồng hồ): Ranong, Surat Thani và Krabi. Phía nam là tỉnh Phuket, nhưng tỉnh Phuket không giáp giới lãnh thổ của tỉnh Phang Nga.

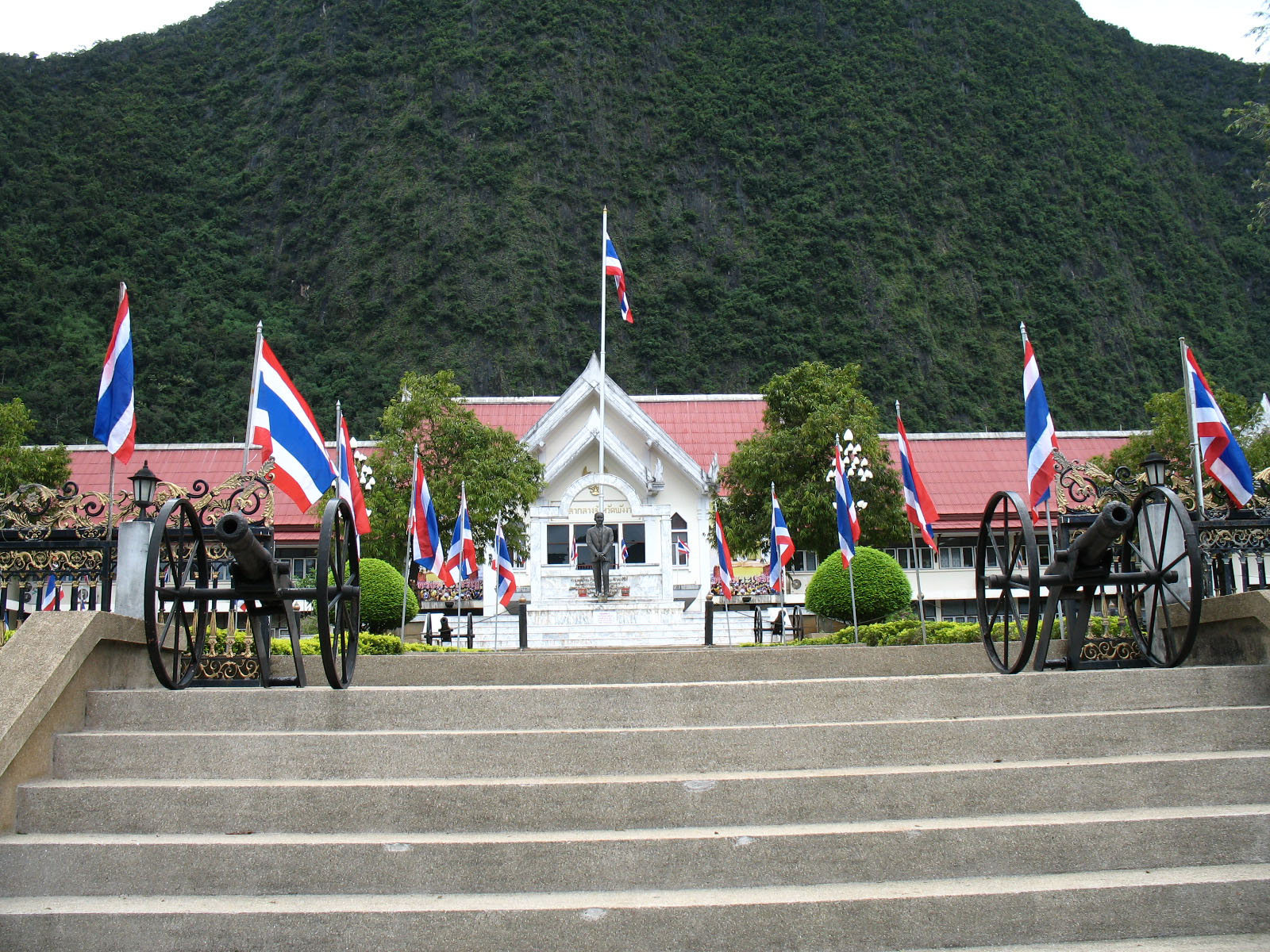
Hành chính tỉnh

## Địa lý
Tỉnh Phang Nga tọa lạc tại phía tây của Bán đảo Malaysia và bao gồm nhiều đảo của Vịnh Phang Nga, trong vịnh này nổi tiếng nhất là Đảo James Bond - một chỏm đá vôi nổi lên giữ biển được chiếu trong phim The Man with the Golden Gun. Vườn quốc gia Ao Phang-Nga (Vịnh Phang Nga) được thành lập năm 1981 để bảo vệ nhiều hòn đảo tuyệt đẹp này. Các Đảo Similan - một trong những điểm đến cho những người ưa thích môn lặn cũng thuộc tỉnh Phang Nga.

## Lịch sử

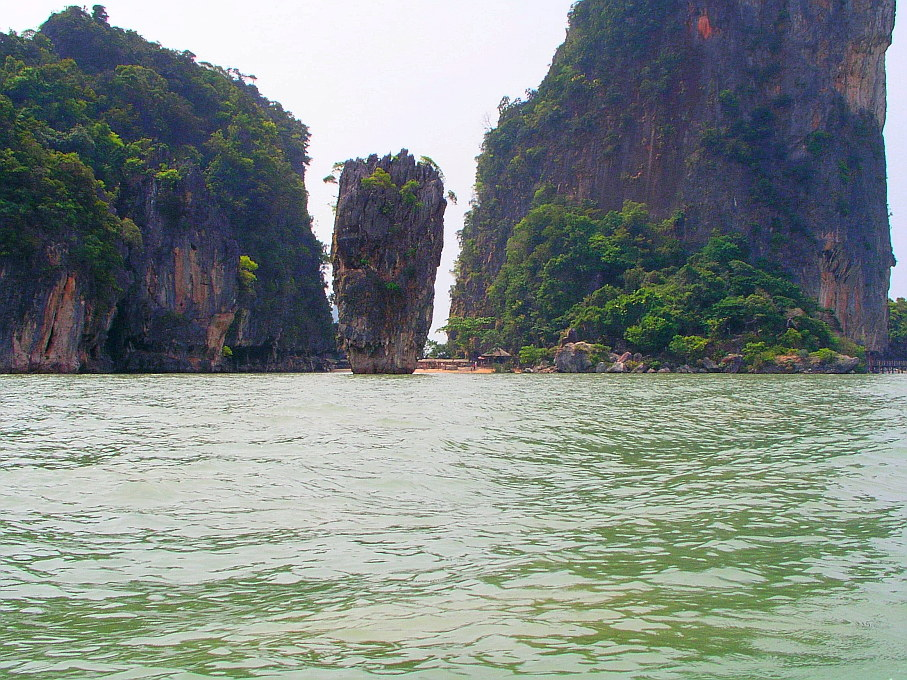
Đảo James Bond

Vào thế kỷ 18, có 3 thành phố có địa vị hành chính bằng nhau tại khu vực này: Takuapa, Takuatung và Phang Nga. Thành phố Phang Nga có lẽ được thành lập năm 1809 trong thời đại vua Rama II, trong cuộc chiến tranh với nước Myanmar láng giềng. Thành phố Thalang trên đảo Phuket bị san bằng và các công dân thành phố này phải di dời đến Phang Nga. Để tăng cường sức mạnh phòng thủ trên khu vực có tầm quan trọng chiến lược này, năm 1840, Phang Nga trở thành một tỉnh và Takuatung được giáng xuống thành một huyện. Năm 1931, Takuapa cũng được sáp nhập vào tỉnh Phang Nga.
Ngày 26/12/2004, Phang Nga là một trong những nơi bị sóng thần tàn phá nặng nề nhất do Thảm họa Sóng thần Ấn Độ Dương. Hàng ngàn người chết, trong đó có Bhuni Jensen, cháu của Vua Thái Lan.